# 約西波維奇
49°16′33″N 24°2′18″E / 49.27583°N 24.03833°E

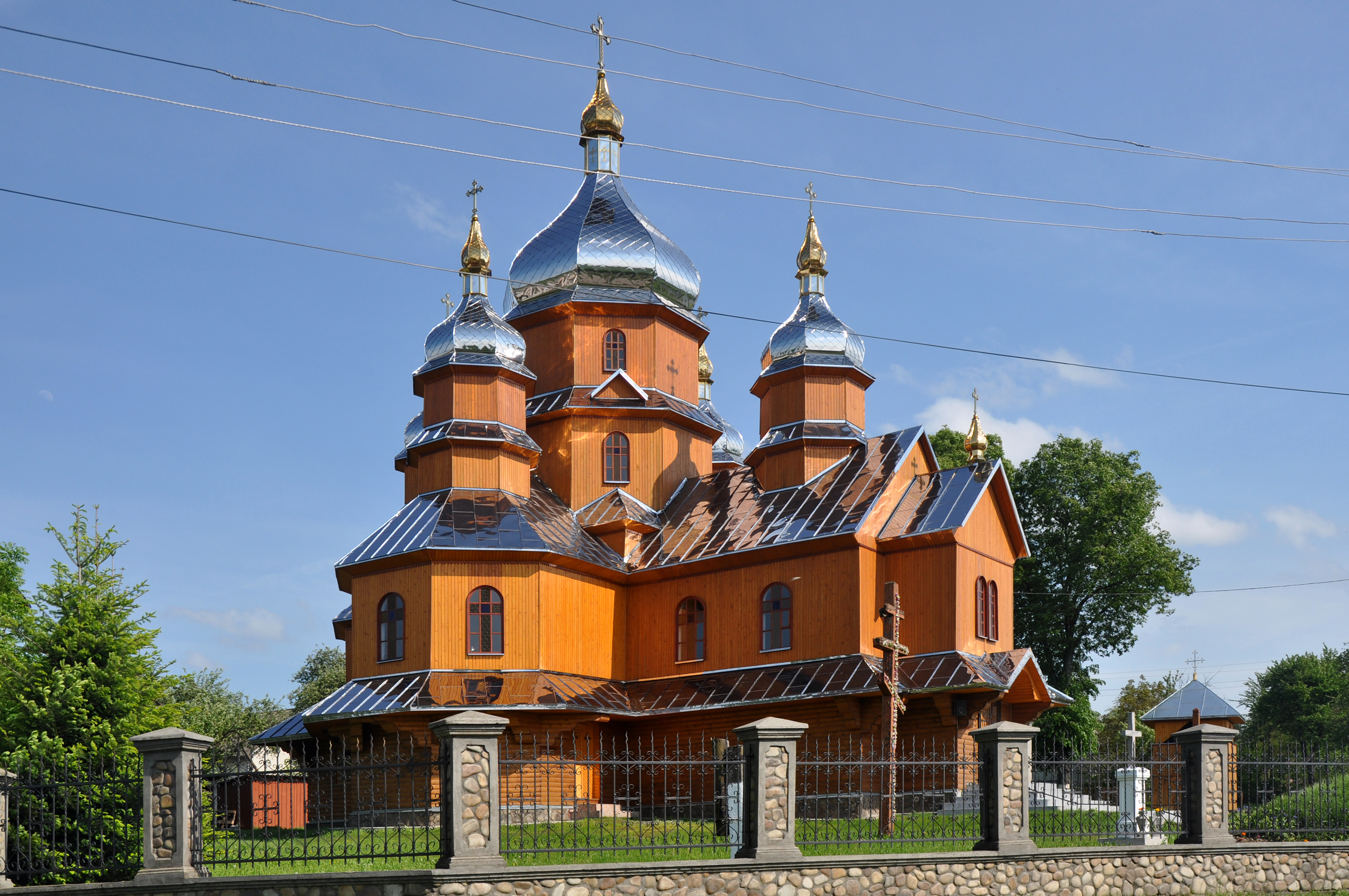
教堂

約西波維奇（烏克蘭語：Йосиповичі），是烏克蘭的村落，位於該國西部利沃夫州，由斯特雷區斯特雷市鎮負責管轄，始建於1675年，面積12.08平方公里，海拔高度279米，2001年該村落人口956。